# Michiel Coenraad Botha
Pour les articles homonymes, voir Botha.
Michiel Coenraad Botha (né le 14 décembre 1912 à Lindley dans l'État libre d'Orange, Union de l'Afrique du Sud, et mort le 10 juillet 1993 à Pretoria en Afrique du Sud) est un homme politique sud-africain, membre du parti national, député de Roodepoort (1953-1977), ministre-adjoint de l'administration bantoue et du développement (1960-1966) dans les gouvernements formés par Hendrik Verwoerd et ministre de l'administration et du développement bantou (1966-1977), ainsi que de l'éducation bantoue dans les gouvernements formés par Balthazar John Vorster.

## Biographie
Fils d'un fermier de l'État libre d'Orange, Michiel C. Botha est diplômé d'un Bachelor of Arts de l'université de Stellenbosch (1930) et d'un diplôme supérieur d'éducation de l'Université de Pretoria (1934). Il est enseignant en afrikaans de 1935 à 1937 au Transvaal avant de devenir lecteur en afrikaans au Pretoria Technical College de 1937 à 1943. Secrétaire de l'association de la culture et de la langue afrikaans (Afrikaanse Taal en Kultuurvereniging) et directeur de la rédaction de son périodique, Die Taalgenoot, il est élu au parlement lors des élections générales sud-africaines de 1953. Membre du parti national, il entre au gouvernement Verwoerd en 1960 au poste de ministre adjoint de l'administration bantoue et du développement avant d'être promu ministre en avril 1966.
En tant que ministre de l'administration et du développement bantou (1966-1977), Michiel Coenraad Botha a mis en place le Bantu Homelands Citizenship Act une loi d'Apartheid de 1970 qui fait perdre la citoyenneté sud-africaine aux noirs. En 1974, MC Botha signa le décret faisant de l'afrikaans la langue d'enseignement dans les écoles noires à la place de l'anglais. La mise en application de ce décret par le vice-ministre de l’administration et de l'éducation bantoue Andries Treurnicht provoqua les émeutes de Soweto en 1976.
En juillet 1975, Botha mit fin à un projet de délocalisation des tribus Ovahereros dans le Bantoustan du Hereroland dans l'est du Sud-Ouest africain (actuelle Namibie). Ce faisant, Botha mettait fin à la mise en œuvre des conclusions du rapport Odendaal et amenait Clemens Kapuuo, chef des Ovahereros à rejoindre les pourparlers constitutionnels de la Conférence de la Turnhalle qui durent de septembre 1975 à octobre 1977.
Il prend sa retraite politique en janvier 1978 et n'en sort que pour apporter son soutien aux réformes entamées en 1989 par le président Frederik de Klerk. M.C. Botha  décède à Pretoria à l'âge de 80 ans en juillet 1993.

## Sources
- Margaret Connolly et Mervyn O. Pragnell, The International Yearbook and Statesman's Who's Who, Bowker British Library Kickout, 1975, p 104
- (af) Nécrologie, Die Burger, 12 juillet 1993
- (af) Nécrologie, Beeld, 12 juillet 1993